# Ella Young
Ella Young (Fenagh, 26 de dezembro de 1867 - Oceano, 23 de julho de 1956) foi uma poetisa irlandesa. Suas obras tinham como tema a Mitologia Celta, sendo a escritora parte dos movimentos literários da Renascença Céltica e Gaélica, no final do século XIX e início do século XX.
Nascida na Irlanda, Young foi autora de poesias e livros infantis. Ela emigrou da Irlanda para os Estados Unidos, em 1925, como visitante temporária, e morou na Califórnia. Por cinco anos, deu palestras sobre Mitologia Celta em universidades americanas e, em 1931, se envolveu em uma polêmica, que se tornou pública, sobre imigração, quando tentou se tornar cidadã americana.
Young foi professora no Departamento de Mitos e Tradição Irlandesa da Universidade da Califórnia, Berkeley, por sete anos. Em Berkeley, era conhecida por suas roupas coloridas e animação, proferindo palestras, usando vestes roxas de uma Druidesa, sobre criaturas lendárias, como fadas e elfos, e pregando os benefícios de falar com árvores. Seu conhecimento enciclopédico, e o entusiasmo pelos assuntos referentes a Mitologia Celta, atraiu e influenciou muitos de seus amigos, além de conquistar um grande público entre escritores e artistas da Califórnia, incluindo o poeta Robinson Jeffers, a poetisa Elsa Gidlow, o filósofo Alan Watts, o fotógrafo Ansel Adams e o compositor Harry Partch, que musicou vários de seus poemas.
Na sua morte, Young foi "madrinha" e inspiração para os Dunites, um grupo de artistas que vivia nas dunas do Condado de San Luis Obispo. Depois retirou-se para a vila de Oceano, onde faleceu aos 88 anos.

## Vida e Trabalho na Irlanda
Nascida em Fenagh, County Antrim, Irlanda, Young cresceu em Dublin, em uma família protestante. Ao contrário de algumas fontes, ela não é parente da estudiosa Rose Maud Young.
Young frequentou a Royal University, e recebeu seu mestrado no Trinity College, em Dublin. Seu interesse pela Teosofia a tornou uma das primeiras integrantes da Hermetic Society, a filial de Dublin da Theosophical Society, onde conheceu o escritor Kenneth Morris.
Sua relação com "Æ" (George William Russell), a levou a ser parte de seu seleto grupo de protegidas, conhecido como os "pássaros cantores". Russell tinha sido seu vizinho, tendo crescido na Grosvenor Square. Os sentimentos nacionalistas de Young, e sua amizade com Patrick Pearse, deram a ela um papel coadjuvante no Levante da Páscoa; como integrante do Cumann na mBan, ela contrabandeava rifles e outros suprimentos para apoiar as forças republicanas.
O primeiro volume de versos de Young, intitulado simplesmente Poems, foi publicado em 1906, e seu primeiro trabalho do folclore irlandês, The Coming of Lugh, foi publicado em 1909. Sua amiga íntima, a revolucionária e atriz irlandesa Maud Gonne, ilustrou a primeira coleção de histórias de Lugh e Young: Celtic Wonder-Tales (1910). Embora ela continuasse a escrever poesia, se tornou mais conhecida por contar lendas irlandesas tradicionais.

## Emigração para os Estados Unidos
Young foi pela primeira vez aos Estados Unidos na década de 1920, para visitar amigos, viajando para Connecticut ao encontro de Mary Colum (Molly) e seu marido, o poeta irlandês Padraic Colum. O pesquisador de estudos Celtas William Whittingham Lyman Jr. deixou a Universidade da Califórnia, Berkeley, em 1922, e Young foi contratada para ocupar o cargo em 1924.
Ela imigrou para os Estados Unidos em 1925. Segundo Kevin Starr, ela "foi brevemente detida em Ellis Island, como um provável caso de doença mental, quando as autoridades souberam que ela acreditava na existência de fadas, elfos e duendes". Na época, as pessoas suspeitas de ter uma doença mental eram impedidas de entrar nos Estados Unidos.
Em 1931, ela ainda não havia recebido os documentos de imigrante legal; Charles Erskine Scott Wood a aconselhou a ir para Victoria, British Columbia, para reiniciar o processo de cidadania americana. Seu pedido de reentrada nos EUA foi recusado por meses, alegando que ela poderia se tornar um "fardo público".

## Legado
Os escritores John Matthews e Denise Sallee lançaram uma antologia comentada do trabalho de Young em 2012, At the Gates of Dawn: A Collection of Writings by Ella Young . A escritora Rose Murphy escreveu uma biografia de Young em 2008. A South County Historical Society, do Condado de San Luis Obispo, Califórnia, tem papel ativo na pesquisa e preservação da história dos Dunites e Ella Young. Um arquivo de suas obras é atualmente mantido pelo Departamento de Coleções Especiais da Biblioteca de Pesquisa Charles E. Young da Universidade da Califórnia, em Los Angeles .

## Publicações Selecionadas

### Poesia
- Poems (1906)[15]
- The Rose of Heaven: Poems (1920)
- The Weird of Fionavar (1922)
- To the Little Princess: An Epistle (1930)
- Marzilian, and Other Poems (1938)
- Seed of the Pomegranate, and Other Poems (1949)
- Smoke of Myrrh, and Other Poems (1950)

### Ficção
- The Coming of Lugh: A Celtic Wonder-Tale, ilustrado por Maud Gonne (1909)
- Celtic Wonder-Tales, illus. Gonne (1910) [16]
- The Wonder-Smith and His Son: A Tale from the Golden Childhood of the World, ilustrado por Boris Artzybasheff (1927)
- The Tangle-Coated Horse and Other Tales: Episodes from the Fionn Saga, ilustrado po Vera Bock (1929)
- The Unicorn with Silver Shoes, illus. Robert Lawson (1932)